# Цастроци
Цастроци: романса (енгл. Zastrozzi: A Romance) или само Цастроци (енгл. Zastrozzi) готичка је новела романтичарког песника и филозофа Персија Биша Шелија оригинално објављена 1810. године. Објављена је анонимно, а потписана само иницијалима аутора — П. Б. Ш. Цастроци представља прву од две готичке новеле која оцртава његов атеистички поглед на свет кроз негативца Цастроција и дотиче се његових најранијих размишљања о неодговорном самозадовољењу и насилној освети. Рецензет из 1810. године је написао да је главни лик Цастроци „један од најдивљих и невероватних демона који је икад изашао из болесног мозга”.
Шели је Цастроција написао са 17 година, док је похађао своју последњу годину на колеџу Етон, иако он није објављен све до краја 1810. године, када је похађао Универзитетски колеџ, Оксфорд. Ова новела представља прво објављено Шелијево прозно дело.